# Friday the 13th (phim 1980)
Thứ sáu ngày 13 (tựa tiếng Anh: Friday the 13th) là phim tâm lý, kinh dị Mỹ của đạo diễn Sean S. Cunningham thực hiện vào năm 1980. Đây là phim đầu tiên trong loạt phim Friday the 13th của tên sát nhân mặt nạ Jason Voorhees, loạt phim kinh dị này đã gây tiếng vang lớn vào những năm 1980.

## Nội dung
Một nhóm bạn trẻ đến khu cắm trại hồ Crystal ở New Jersey để vui chơi và cắm trại.Nhưng từng thành viên trong nhóm bị bà Pamela Voohees giết đến khi chỉ còn một người là Alice.Alice đã tự vệ bằng cách giết chết bà Pamela rồi bỏ trốn và gặp phải một giấc mơ đáng sợ.Bộ phim kết thúc khi Alice tỉnh dậy trong bệnh viện.

## Diễn viên
- Betsy Palmer – Pamela Voorhees
- Adrienne King – Alice Hardy
- Jeannine Taylor – Marcie Cunningham
- Robbi Morgan – Annie Phillips
- Kevin Bacon – Jack Burrel
- Harry Crosby – Bill
- Laurie Bartram – Brenda Jones
- Mark Nelson – Ned Rubinstein
- Peter Brouwer – Steve Christy
- Rex Everhart – Enos, người lái xe tải
- Ronn Carroll – Trung sĩ Tierney
- Ron Millkie – Sĩ quan Dorf
- Walt Gorney – Ralph "điên"
- Willie Adams – Barry
- Debra S. Hayes – Claudette
- Dorothy Kobs – Trudy
- Sally Anne Golden – Sandy
- Mary Rocco – Operator
- Ken L. Parker – Bác sĩ
- Ari Lehman – Jason Voorhees, con trai Pamela Voorhees